# Eroles
El pueblo de Eroles actualmente pertenece al término municipal de Tremp, de la comarca del Pallars Jussá, pero ha tenido hasta ahora una agitada vida administrativa.
Está situado al oeste de Tremp, a 13 kilómetros, y es accesible por una pista rural asfaltada de poco más de 4 kilómetros que arranca del punto kilométrico 18 de la carretera C-1311, del Puente de Montañana en Tremp.
Justo debajo y al sureste de Eroles se forma el barranco de Ricós, uno de los más destacados del antiguo término de Fígols de Tremp, que articula todo el valle de Eroles, sede de la antigua Baronía de Eroles .
A pesar de ser un pueblo con mucha historia y con un rodal de masías bastante ancho, en la actualidad todo el territorio está muy despoblado, y casi todas las masías abandonadas.

## Historia
Fue creado ayuntamiento en 1812 en el despliegue de los preceptos emanados de la Constitución de Cádiz, pero el número de habitantes, inferior a los 30 vecinos (cabezas de familia), hizo que en febrero de 1847 se uniera a Castisent, junto con Claramunt, Fígols de Tremp y Puigverd de Talarn. Así pues, pasó a ser un agregado de Castisent. Ahora bien, al cabo de 30 años se invierte la situación, ya que el 15 de diciembre de 1877 el alcalde constitucional de Castisent, Antoni Pons y Fenosa, firmó el decreto que trasladaba el ayuntamiento y otras dependencias municipales al pueblo de Eroles. A partir de ese momento el distrito municipal llevó ese nombre, de manera que los pueblos anteriormente mencionados pasaron a ser agregados suyos. El 11 de diciembre de 1940 hubo un nuevo traslado, ahora a Fígols de Tremp, volvía a cambiar el nombre y la capitalidad de este municipio, finalmente llamado Fígols de Tremp, cuando fue agregado en 1970 al término municipal de Tremp.
El origen del pueblo fue el castillo de Eroles, situado en el extremo sureste del pueblo actual. Este castillo es donde nació la baronía de Eroles. A partir del castillo y del camino que conducía se fue organizando el pueblo, que consta básicamente de una sola calle alargada y una plaza.

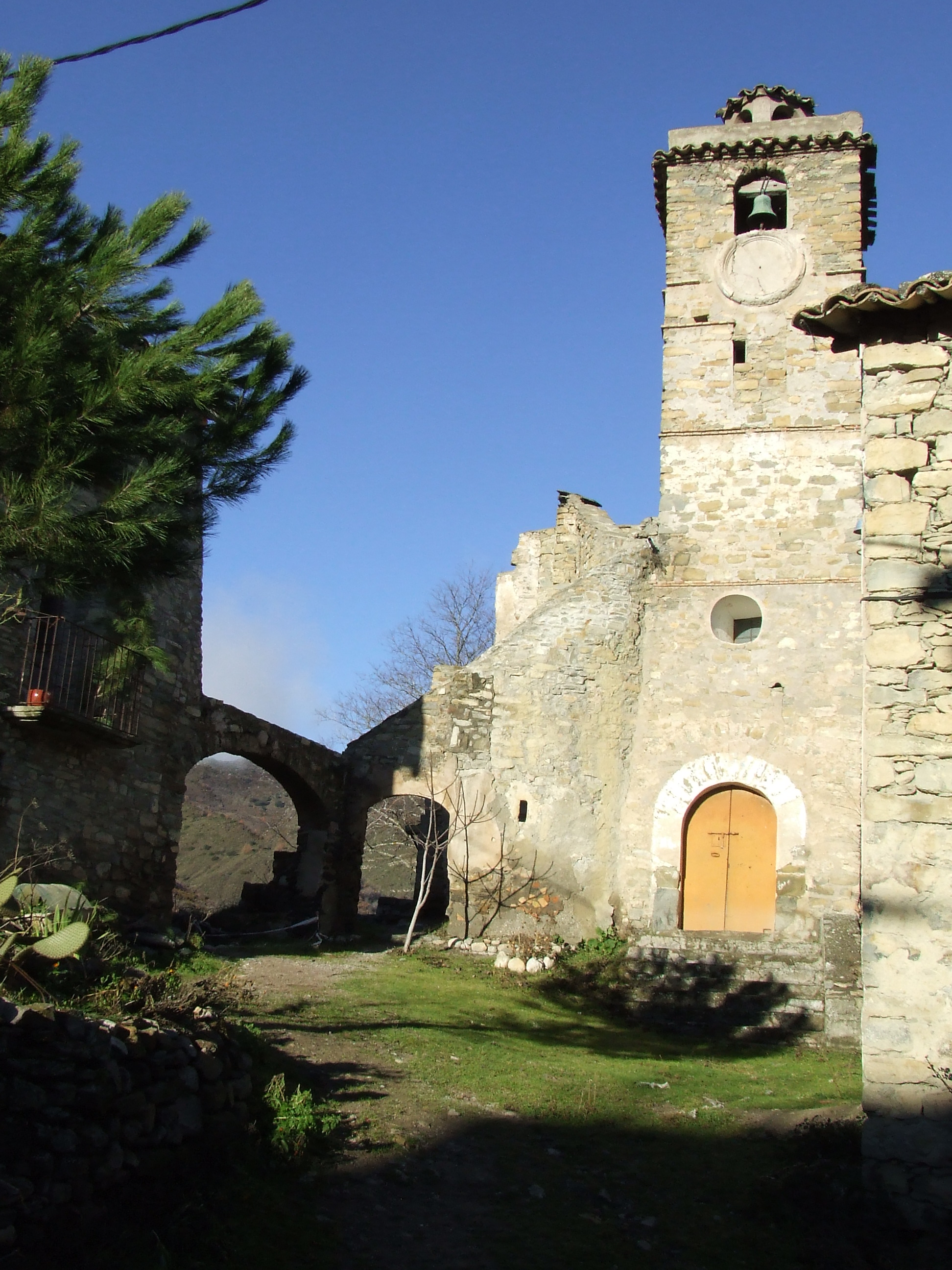
Iglesia de Santa María de Eroles.

En el censo del 1359, Eroles consta con 8 fuegos (unos 40 habitantes); en 1831 constan 116 habitantes, y hacia 1900, había 47 edificios, con 126 habitantes. En 2006 había 11 habitantes.
La iglesia de Santa María de Eroles era parroquial, si bien esta categoría cambió en varias oportunidades. Fue destruida por la gente de Tremp durante la guerra que enfrentó al obispo de Urgel con el conde de Pallars, fue reconstruida al terminar los enfrentamientos.
En el camino de acceso al pueblo, a su suroeste, antes de llegar, está la ermita de San Pedro Mártir, y al noreste, también un poco distanciadas, las ruinas de la de Sant Martí .

## Geografía humana

### Demografía
| Gráfica de evolución demográfica de Eroles entre 1842 y 1960 |
| |
| Población de derecho según los censos de población del INE Población de hecho según los censos de población del INEEn estos censos se denominaba Fígols de Tremp: 1940, 1950 y 1960 Entre el censo de 1857 y el anterior, este municipio desaparece porque se integra en el municipio 25528 (Castisent) Entre el censo de 1970 y el anterior, este municipio desaparece porque se integra en el municipio 25234 (Tremp) Entre el censo de 1887 y el anterior, aparece este municipio porque se segrega del municipio 25528 (Castisent) conteniendo a 255172 (Figols) cuyo nombre toma en el intervalo censal que termina en 1940 |